# مریجمه ابن حامد
مریجمه ابن حامد (به عربی: مریجمة ابن حامد) یک منطقهٔ مسکونی در اردن است که در استان مادبا واقع شده‌است.